# TW Andromedae
TW Andromedae är en dubbelstjärna belägen i den mellersta delen av stjärnbilden Andromeda. Den har en högsta skenbar magnitud av ca 9,0 och kräver ett teleskop för att kunna observeras. Baserat på parallax enligt Gaia Data Release 2 på ca 3,19 mas beräknas den befinna sig på ett avstånd av ca 1 000 ljusår (ca 314 parsec) från solen. Den rör sig närmare solen med en heliocentrisk radialhastighet av ca -51 km/s.

## Observation
TW Andromedae upptäcktes vara en Algolvariabel av August Kopff år 1909 och är klassificerad som sådan. Dess ljusstyrka varierar med en period på 4,12 dygn och har en typisk ljusstyrka på skenbar magnitud 8,98 men minskar ner till magnitud 11,04 under primärstjärnans förmörkelse.
Precis som i alla Algolvariabler, när båda stjärnorna i systemet är uppradade i förhållande till synlinjen från jorden, blockerar den hitre komponenten ljuset från den andra, vilket minskar systemets skenbara magnitud. När den ljusaste komponenten förmörkar den andra, inträffar ett sekundärt, mindre uttalat minimum i ljusstyrkan.

## Egenskaper

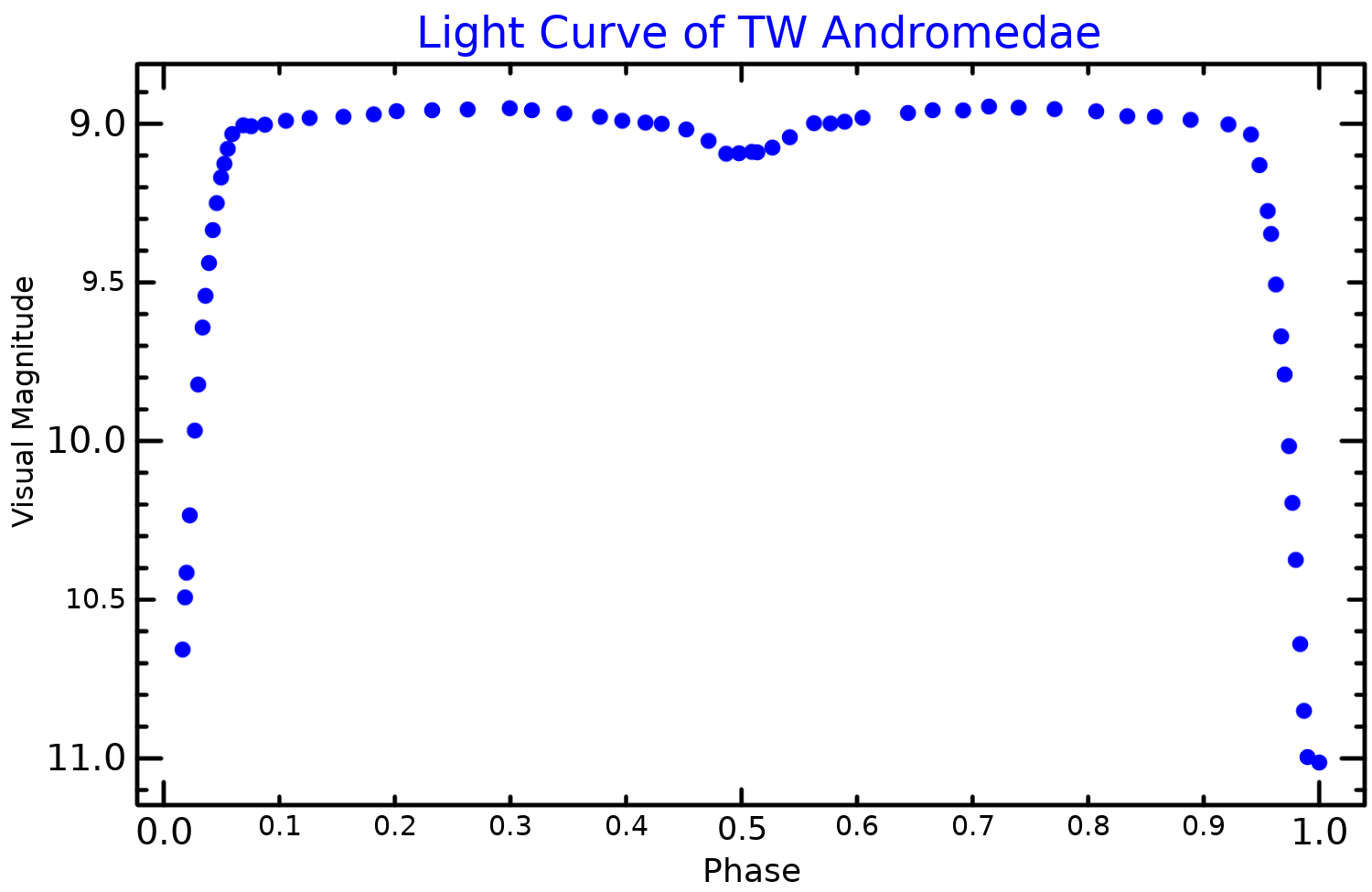
Ljuskurva i visuella bandet för TW Andromedae, anpassad från data publicerade av Ammann & Walter.

TW Andromedae består av två stjärnor i en cirkulär bana kring ett gemensamt masscentrum, med ett omloppsplan nästan parallellt med siktlinjen från jorden. Närvaro av ett tredje objekt i systemet, med en minsta massa på 0,27 solmassa och en omloppsperiod på 49,6 år, har föreslagits som en förklaring till de observerade förändringarna i variabilitetsperioden.
Primärstjärnan TW Andromedae A är en vit till blå stjärna i huvudserien av spektralklass F0 V. Den har en massa av ca 1,7 solmassa, en radie av ca 2 solradie och utsänder energi från dess fotosfär motsvarande ca 4,3 gånger solen vid en effektiv temperatur av ca 7 300 K.
Följeslagaren TW Andromedae B är en orange till gul stjärna av  spektralklass K0. Den har en massa av ca 0,33 solmassa, en radie av ca 3,2 solradie och utsänder energi från dess fotosfär motsvarande ca 14,5 gånger solen vid en effektiv temperatur av ca 4 700 K.